# عمليات مدنية/عسكرية

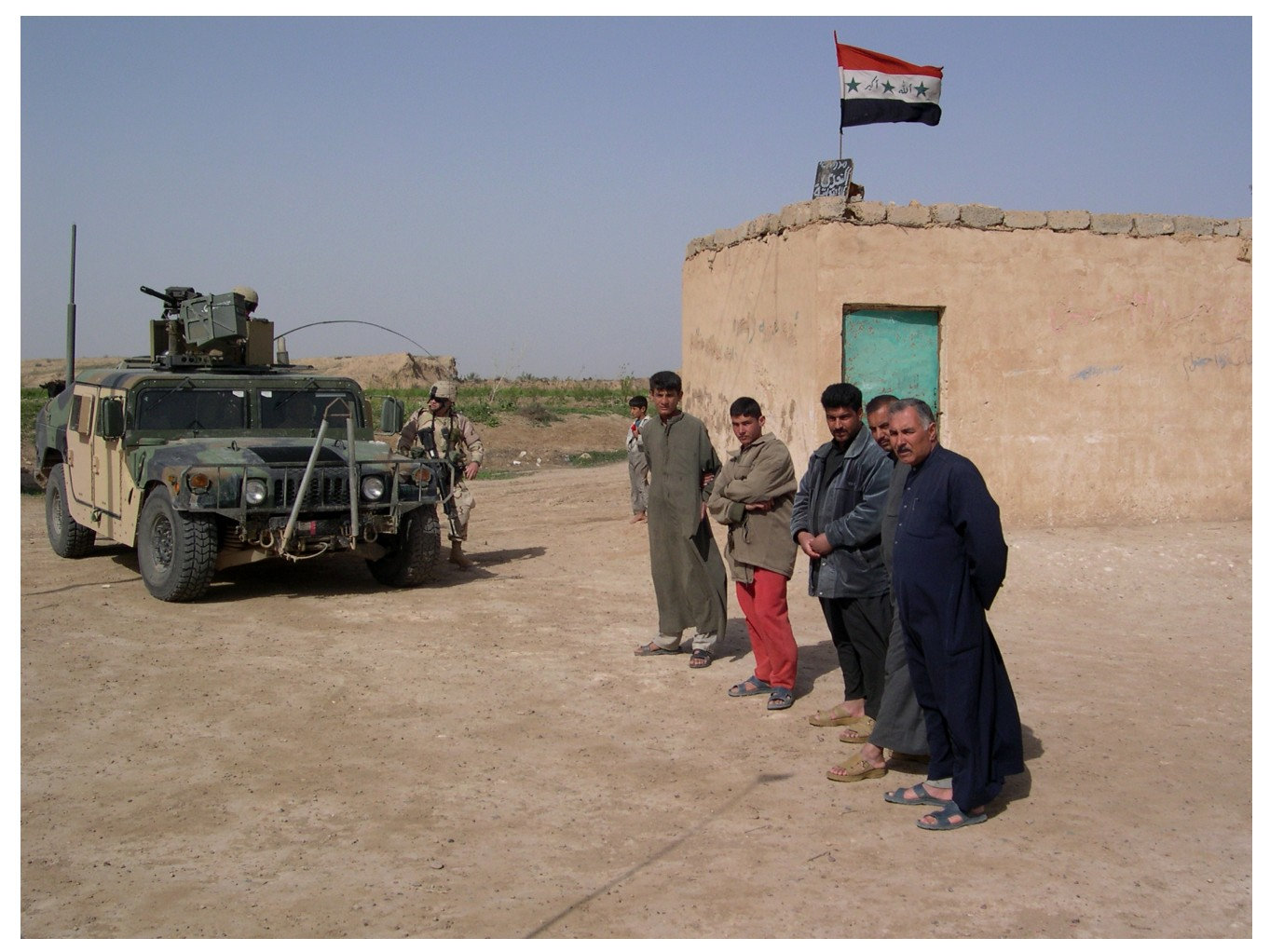
فلاحون عراقيون يقفون خارج مدرسة ريفية أثناء قيام فريق من الشئون المدنية في الجيش بتقييمها من ناحية الحصول على أموال لإعادة إعمارها (بالقرب من بغداد، أبريل 2005).

العمليات المدنية / العسكرية أو التي يطلق عليها اختصارًا CMO هي عبارة عن أنشطة تقوم بها قوة عسكرية للتقليل من التدخل المدني في العمليات العسكرية وتعظيم الدعم المدني لها من أجل تسهيل إتمام المهام. ويتم تنفيذ العمليات المدنية / العسكرية بالإضافة إلى العمليات القتالية أثناء وقت الحرب، وهي تصبح جزءًا لا يتجزأ من الحملة العسكرية أثناء عمليات مكافحة التمرد. وتحتوي بعض الجيوش على وحدات متخصصة لتنفيذ العمليات المدنية / العسكرية، مثل قوات الشئون المدنية أو قوات المهام الموجودة خصيصًا لتنفيذ هذه الأغراض، مثل قوة مهام العمليات المدنية / العسكرية المشتركة في الجيش الأمريكي. وبالإضافة إلى ذلك، تضم بعض الجيوش أقسامًا من الموظفين المخصصين لتخطيط وتنسيق العمليات المدنية / العسكرية لقياداتها. وغالبًا ما يطلق على العمليات المدنية / العسكرية اسم التعاون المدني / العسكري أو CIMIC في عمليات حلف الناتو (NATO) والتنسيق المدني / العسكري في عمليات الأمم المتحدة (UN).

## تعريفات رسمية
تعرف القوات المسلحة الكندية العمليات المدنية / العسكرية على أنها:
تُعرف القوات المسلحة الأمريكية العمليات المدنية / العسكرية على أنها: